# Ucrainagate

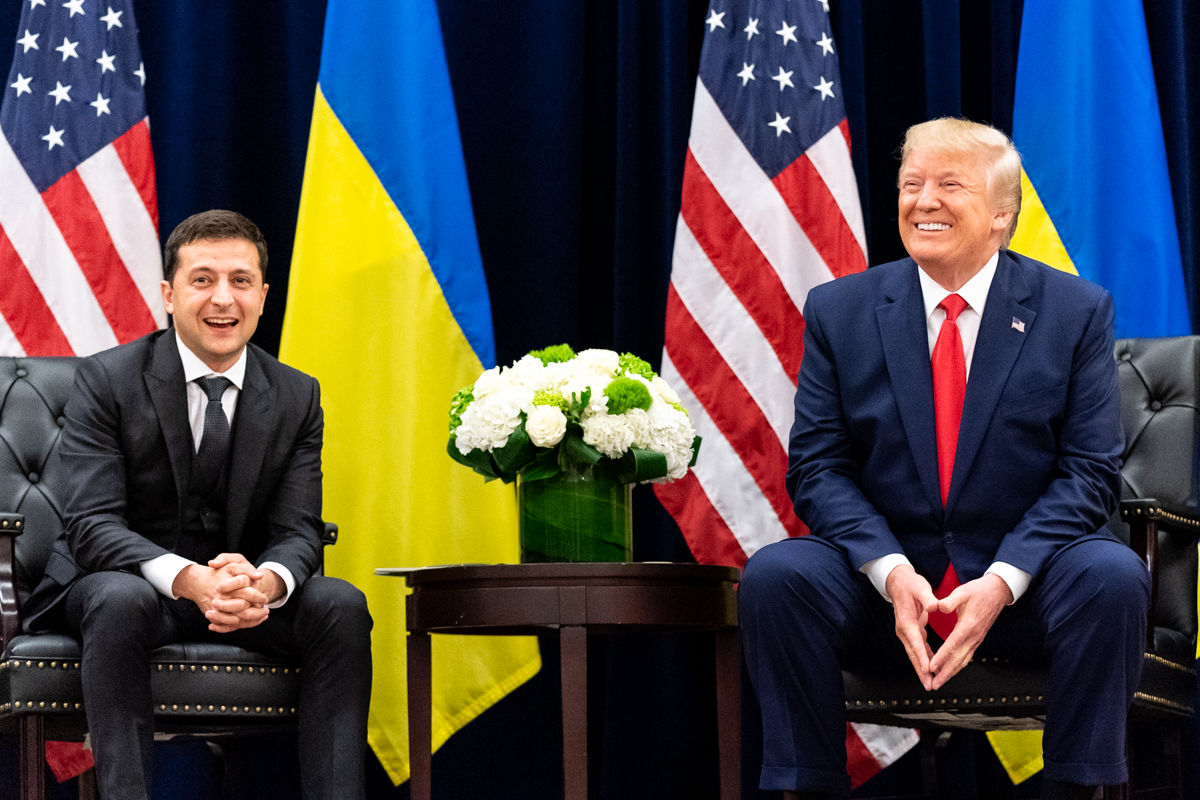
Il presidente Donald Trump partecipa a un incontro bilaterale con il presidente ucraino Volodymyr Zelens'kyj presso l'InterContinental New York Barclay

L'Ucrainagate o scandalo Trump-Ucraina è uno scandalo politico occorso negli Stati Uniti, a riguardo degli sforzi del presidente degli Stati Uniti Donald Trump per costringere l'Ucraina e altri paesi stranieri a fornire prove o documenti compromettenti sul candidato alla presidenza del Partito Democratico Joe Biden, nonché informazioni relative all'ingerenza russa nelle elezioni presidenziali negli Stati Uniti d'America del 2016.

## Descrizione
Trump ha utilizzato molti membri dello staff all'interno e all'esterno della sua amministrazione, tra cui il suo avvocato personale Rudy Giuliani e il procuratore generale William Barr, per fare pressione sull'Ucraina e su altri governi stranieri affinché cooperassero nel sostenere e screditare i suoi avversari politici. Trump ha prima bloccato e in seguito sbloccato il pagamento di un pacchetto di aiuti militari da 400 milioni di dollari commissionato dal Congresso per ottenere presumibilmente una cooperazione do ut des da Volodymyr Zelens'kyj, il presidente dell'Ucraina. Sono stati stabiliti numerosi contatti tra la Casa Bianca ed il governo ucraino, culminati in una telefonata del 25 luglio 2019 tra Trump e Zelens'kyj.
Lo scandalo ha raggiunto l'attenzione mediatica e pubblica a metà settembre 2019 a causa di una denuncia presentata da un agente della CIA nell'agosto 2019. La denuncia ha sollevato preoccupazioni sul fatto che Trump utilizzasse i poteri istituzionali a fini personali per favorire la sua candidatura alle elezioni presidenziali statunitensi del 2020. La Casa Bianca di Trump ha corroborato diverse accuse sollevate dall'informatore. Una trascrizione non verbale della chiamata tra Trump-Zelens'kyj ha confermato che Trump ha richiesto indagini su Joe Biden e suo figlio Hunter Biden, nonché su una presunta teoria della cospirazione che coinvolge un server del Comitato nazionale democratico, sollecitando ripetutamente Zelens'kyj a lavorare e collaborare con Giuliani e Barr affinché si trovassero prove in merito. Il capo dello staff della Casa Bianca, Mick Mulvaney, ha detto che uno dei motivi per cui Trump ha trattenuto gli aiuti militari in Ucraina è stato la "corruzione ucraina legata al server DNC", riferendosi a una teoria sfatata secondo cui gli ucraini hanno incastrato la Russia hackerando un server DNC. Trump ha anche sollecitato pubblicamente l'Ucraina e la Cina a indagare sulla famiglia Biden. L'ambasciatore americano presso l'Unione Europea Gordon Sondland ha testimoniato di aver collaborato con Giuliani per organizzare un qui pro quo con il governo ucraino.
Il 24 settembre 2019, la Camera dei deputati ha avviato un'indagine formale sull'impeachment nei confronti di Trump, guidata da sei commissioni della Camera. Il 31 ottobre 2019, la Camera ha votato per l'approvazione della fase di indagine sull'impeachment. Il 3 dicembre 2019, nell'ambito dell'indagine sull'impeachment, il Comitato di intelligence della Camera ha pubblicato un rapporto di 300 pagine in cui si specificava che "l'indagine sull'impeachment ha rilevato che il presidente Trump, personalmente e operando attraverso agenti all'interno e all'esterno del governo degli Stati Uniti, ha sollecitato l'interferenza di un governo straniero, l'Ucraina, a beneficio della sua rielezione. A sostegno di questo schema, il presidente Trump ha trattenuto [...] assistenza militare statunitense fondamentale per combattere l'aggressione russa nell'Ucraina orientale". La vicenda ha portato la Camera dei deputati il 19 dicembre 2019 ad avviare ufficialmente la procedura di impeachment, archiviata dopo un mese e mezzo dal voto del Senato.

## Seguito mediatico
Il 9 febbraio 2020 nel corso della cerimonia di attribuzione degli Oscar, l'attore Brad Pitt ha accusato il Senato a maggioranza repubblicana di aver bloccato la testimonianza di John Bolton, ex Consigliere per la sicurezza nazionale, nel corso del processo per l'impeachment del presidente Donald Trump.